# Christian Friedrich Osiander

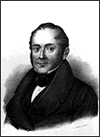
Christian Friedrich Osiander

Christian Friedrich Osiander (* 22. Januar 1789 in Kirchheim unter Teck; † 24. September 1839 in Tübingen) war ein deutscher Buchhändler. 
Der Sohn Friedrich Benjamin Osianders heiratete 1813 die Tochter von Jacob Friedrich Heerbrandt und übernahm dessen Buchhandlung, die fortan bis heute als Osiandersche Buchhandlung seinen Namen trägt.
Wichtige Titel aus seinem Verlag: 
- Osiander: Handbuch der Entbindungskunde[1]
- Osiander: Hebammenkunde[2]

Nach seinem Tod führte seine Frau das Geschäft fort, 1843 übernahm der Sohn Franz Osiander die Firma, bis er die Buchhandlung 1861 an seine Frau Louise übergab.